# 拉姆加希亚邦加

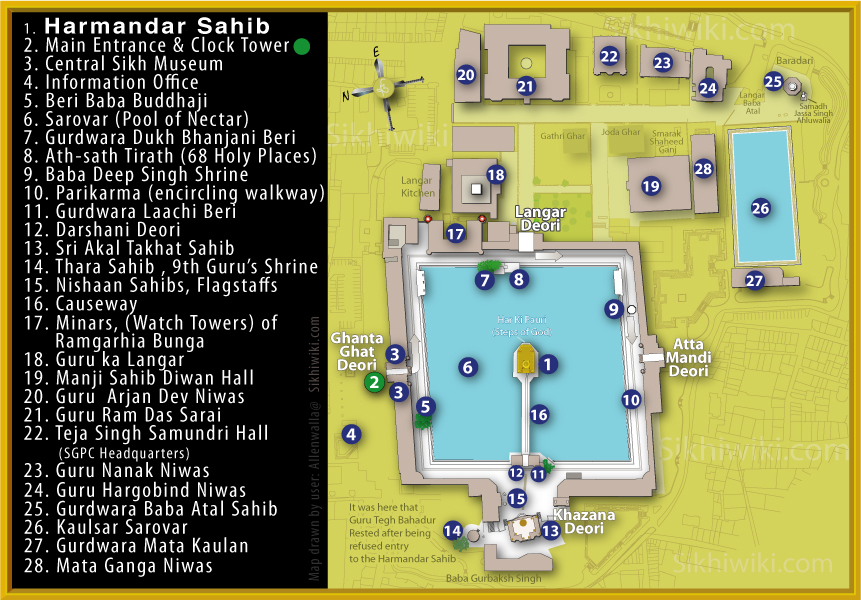
金庙建筑群地图，17为拉姆加希亚邦加瞭望塔，1为金庙，13为永恒王座

拉姆加希亚邦加（Ramgarhia Bunga）是印度阿姆利则金庙建筑群的两座叫拜楼风格的锡克瞭望塔，高三层，红色砂岩建造。 它位于不老花蜜水池（Harmandir Sahib Sarovar）东侧的池畔环路（parikrama），隔水池中央的金庙，与水池西侧的永恒王座（Akal Takht）相对。它是由锡克勇士、拉姆加希亚酋长贾萨·辛格·拉姆加希亚建于18世纪后期。1762年，艾哈迈德沙·杜兰尼率领的阿富汗穆斯林部队摧毁和亵渎了锡克教圣地。 此后，锡克人建造瞭望塔，派驻哨兵监视敌情，保护圣地建筑群免受亵渎。
瞭望塔内有一块花岗岩加冕石板，取自德里红堡的孔雀宝座。。锡克教徒进攻莫卧儿帝国军队，远征德里，德里的锡克教徒从孔雀宝座上拆除这块皇帝加冕石，将其带回阿姆利则 象征莫卧儿帝国即将灭亡。

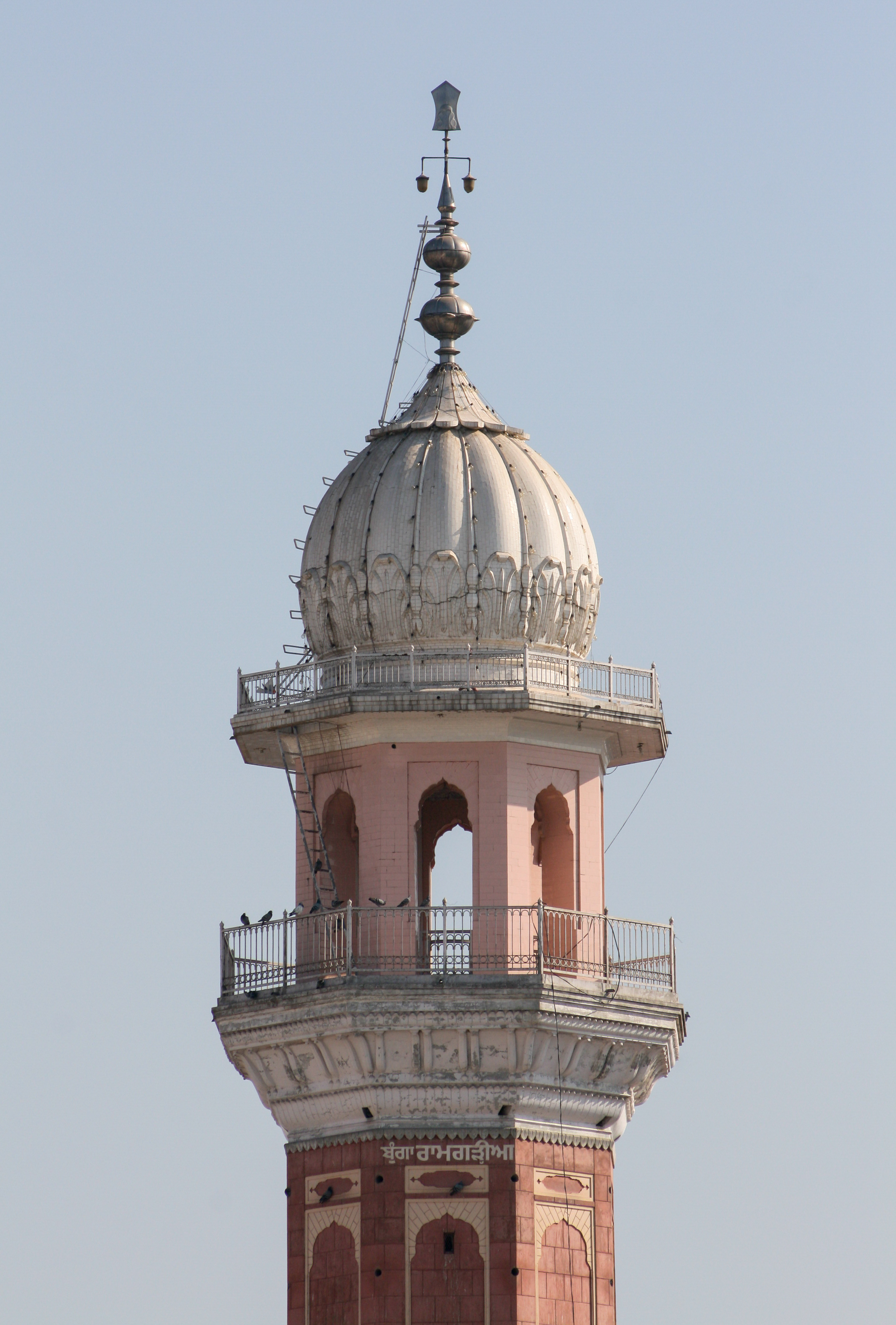

1984年蓝星行动，尖塔被印度炮火严重破坏，后来修复。有计划将瞭望塔的地下室改造成锡克博物馆。

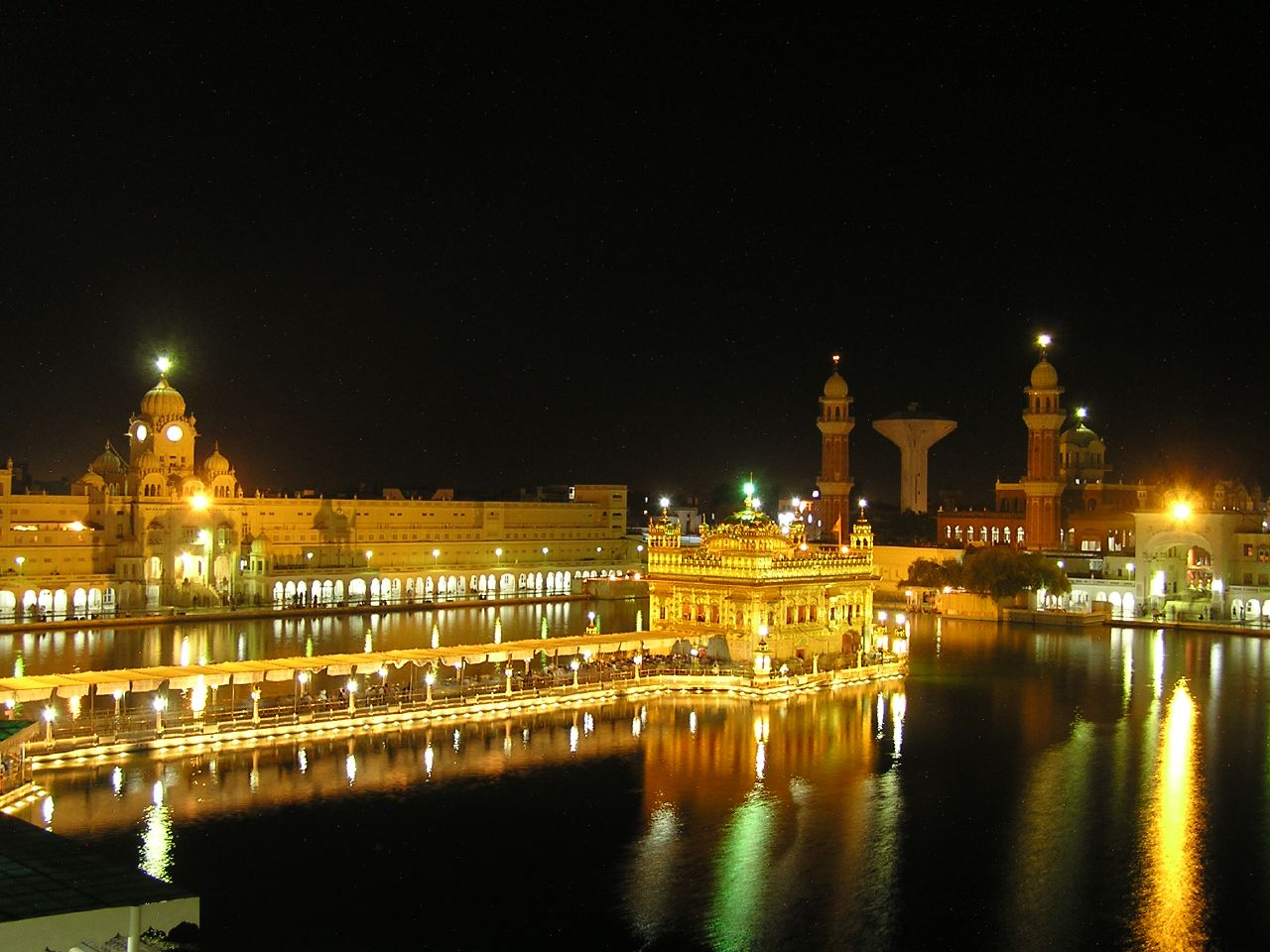
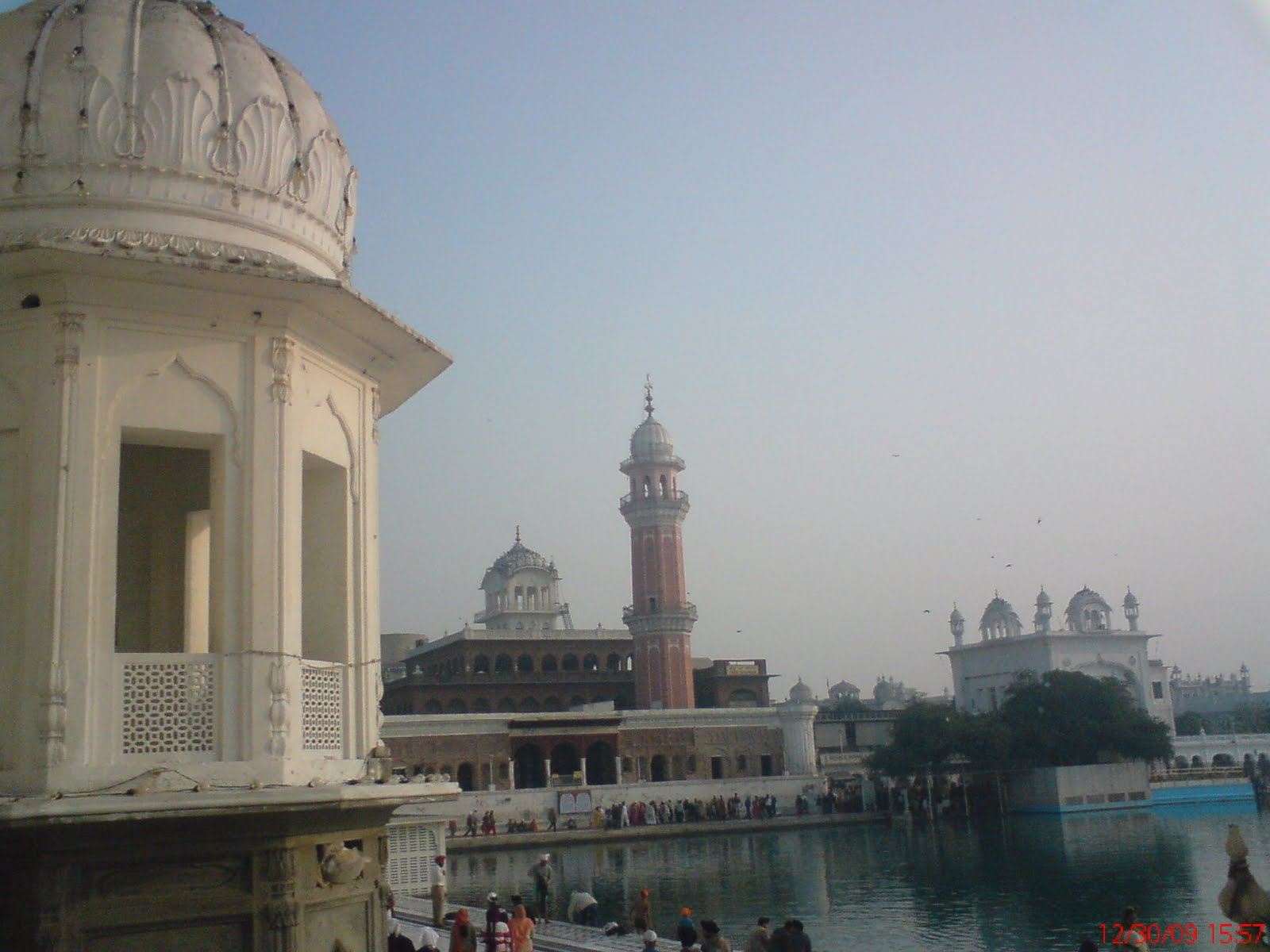
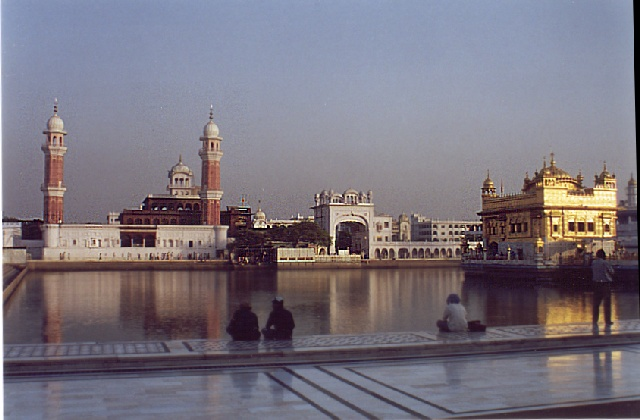
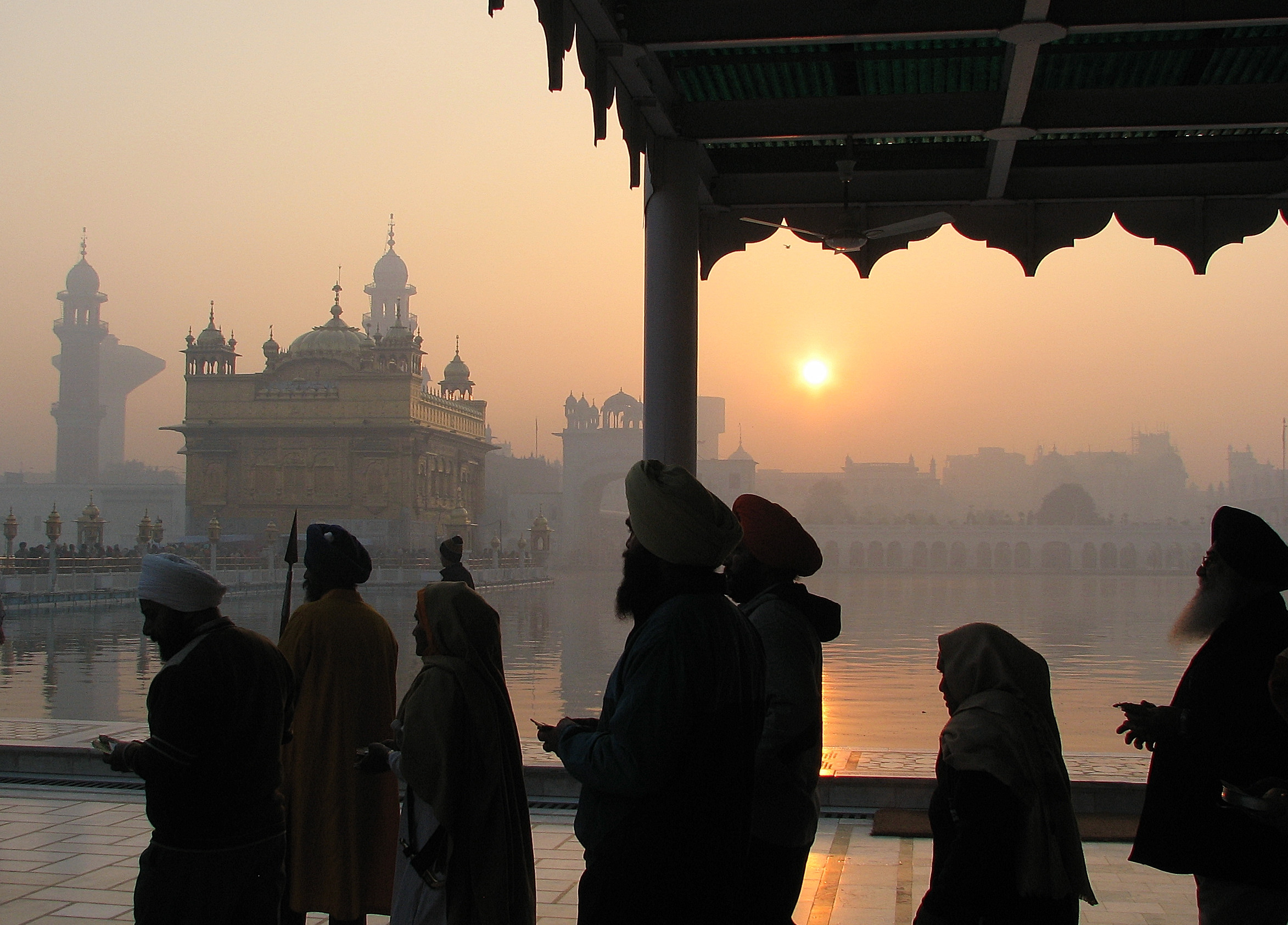
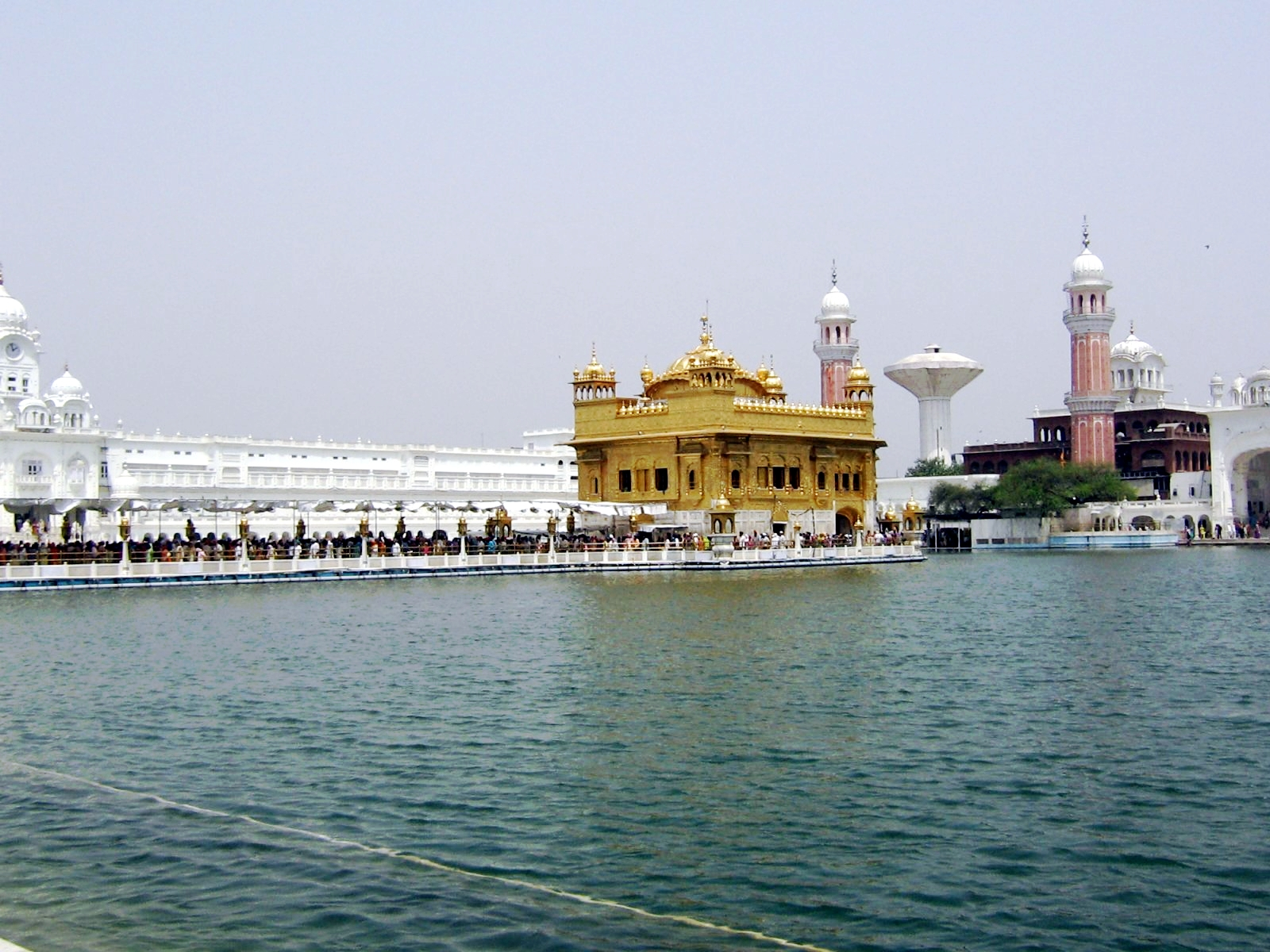
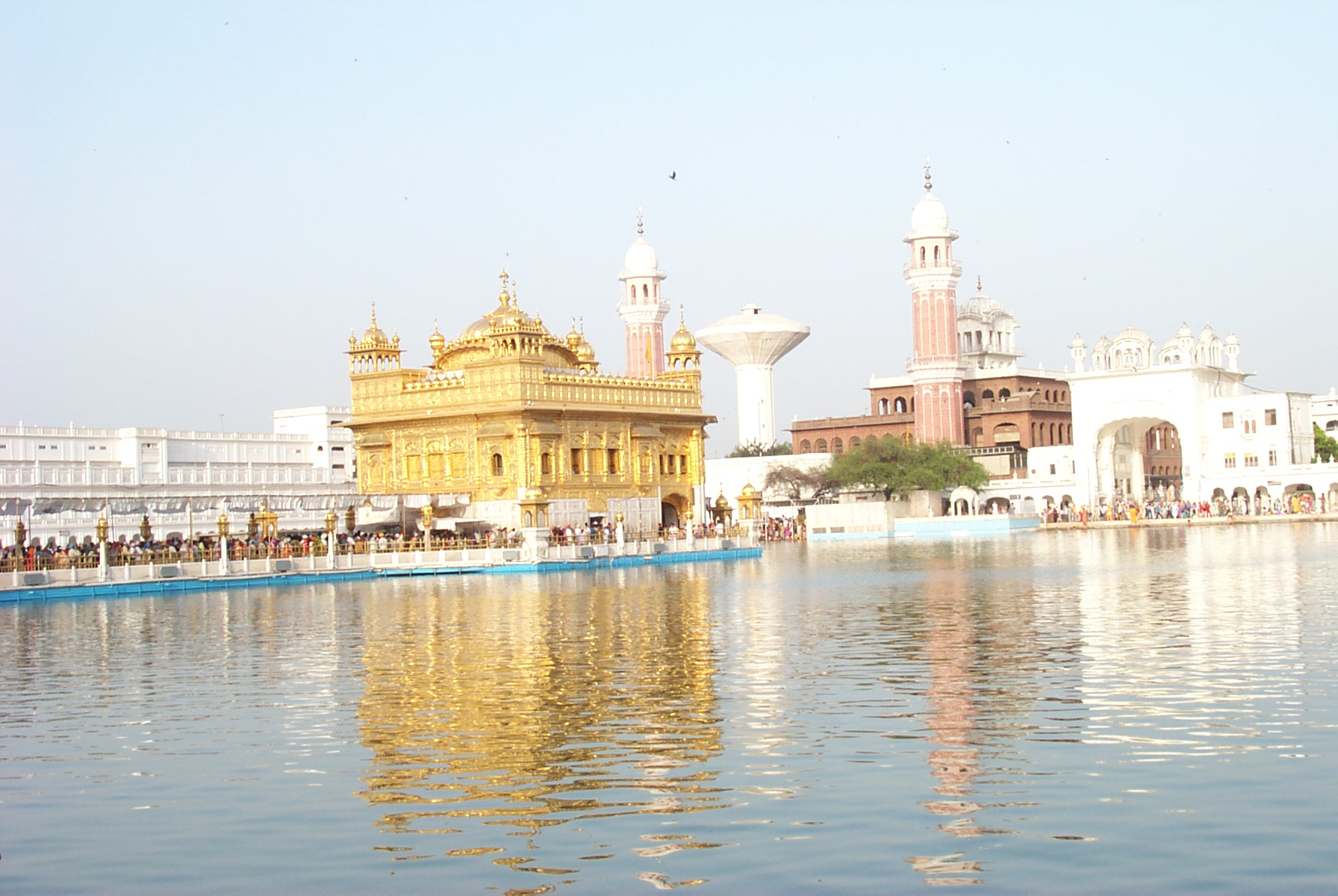
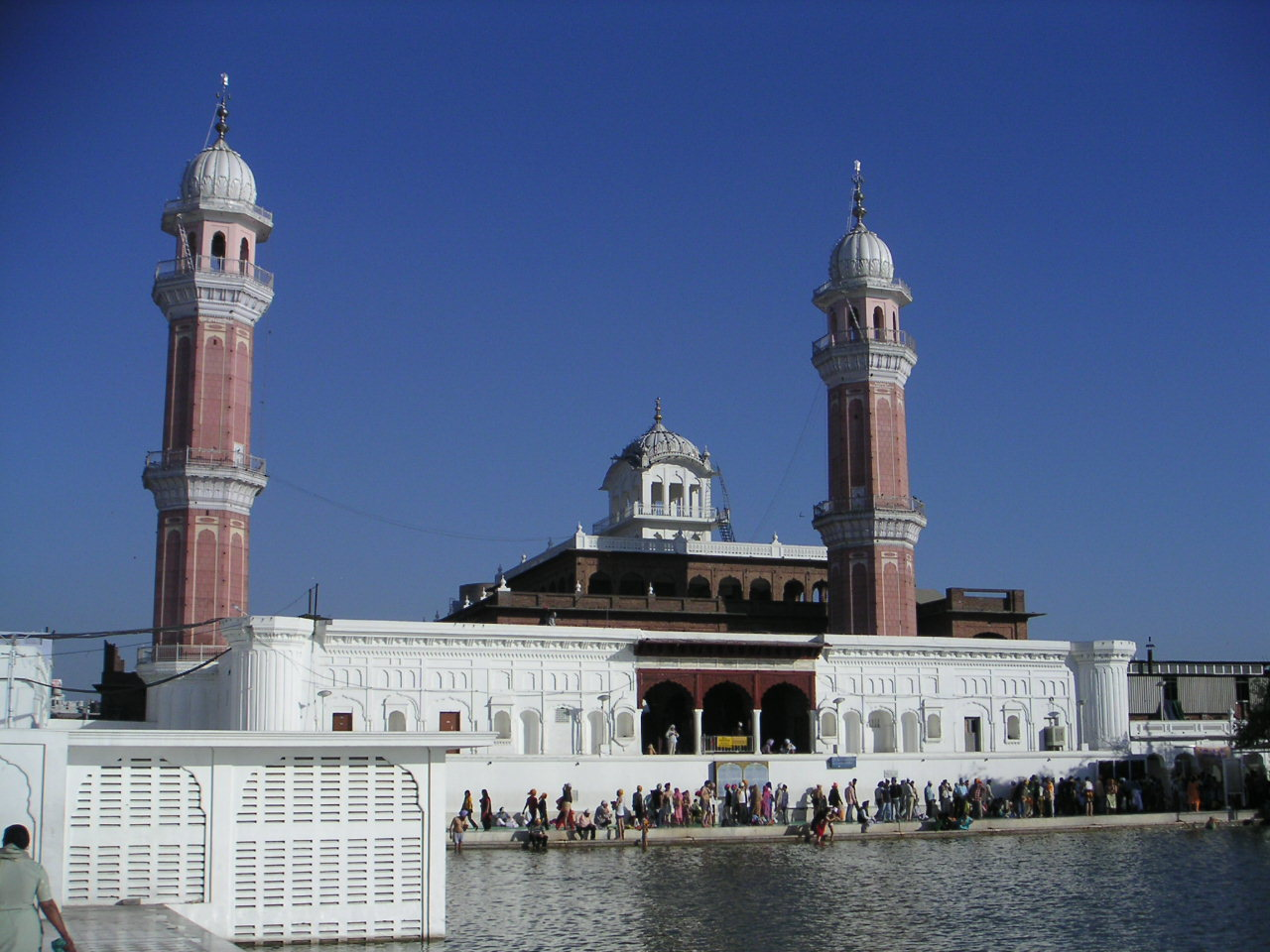
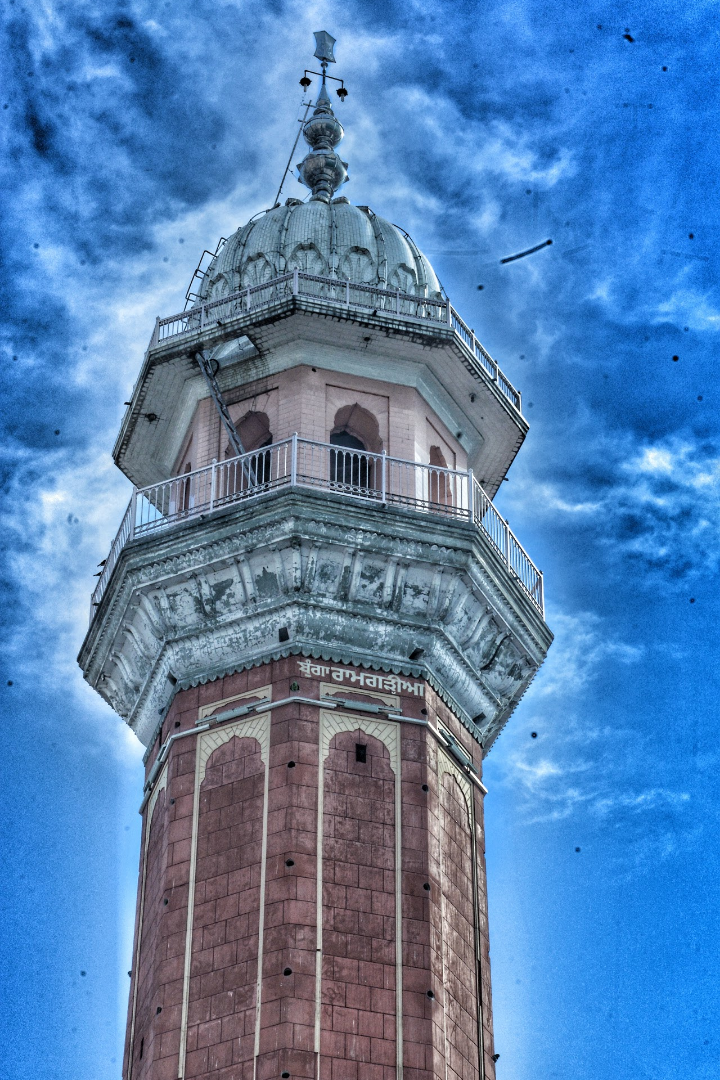
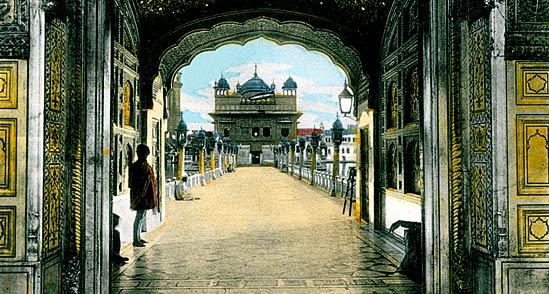
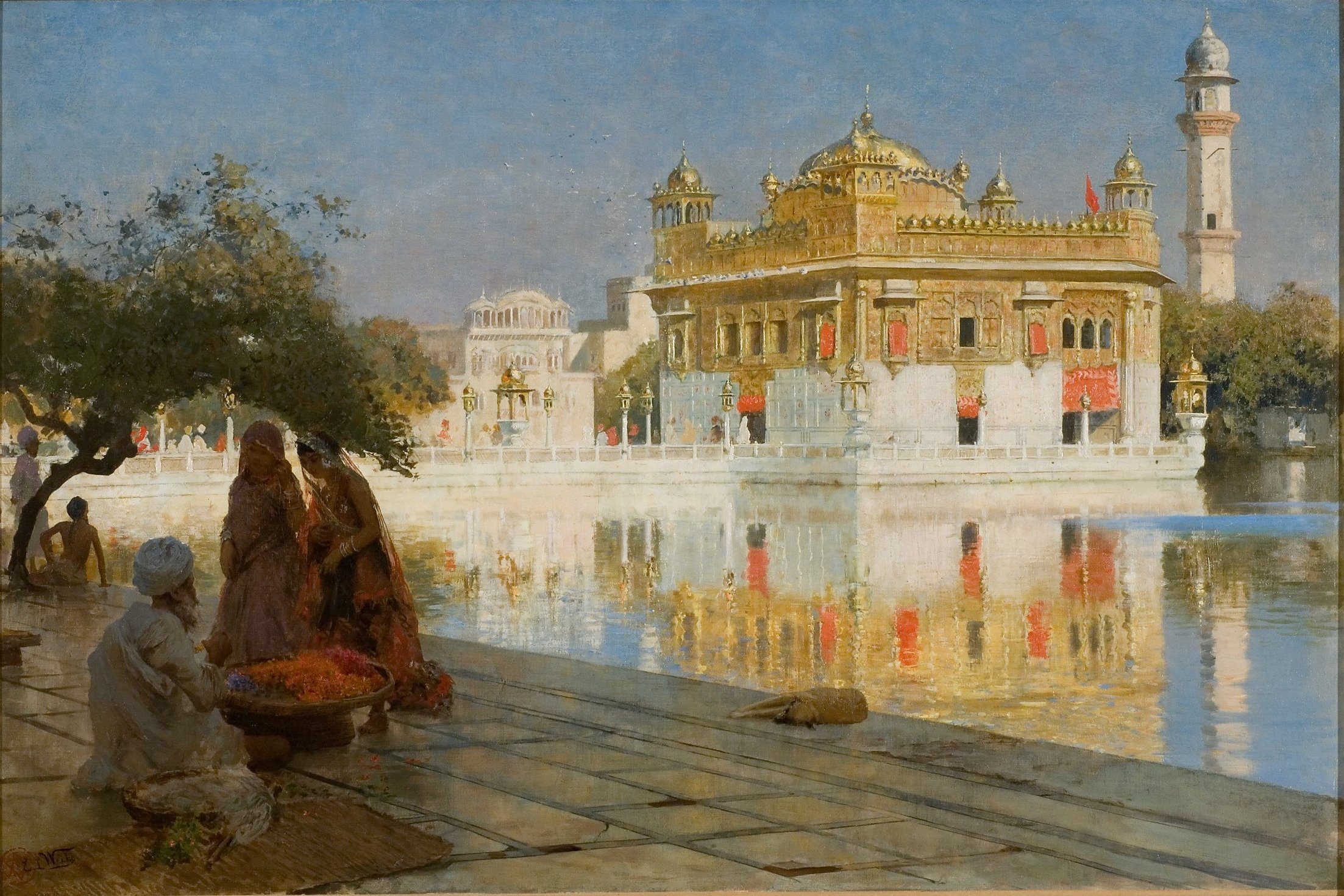
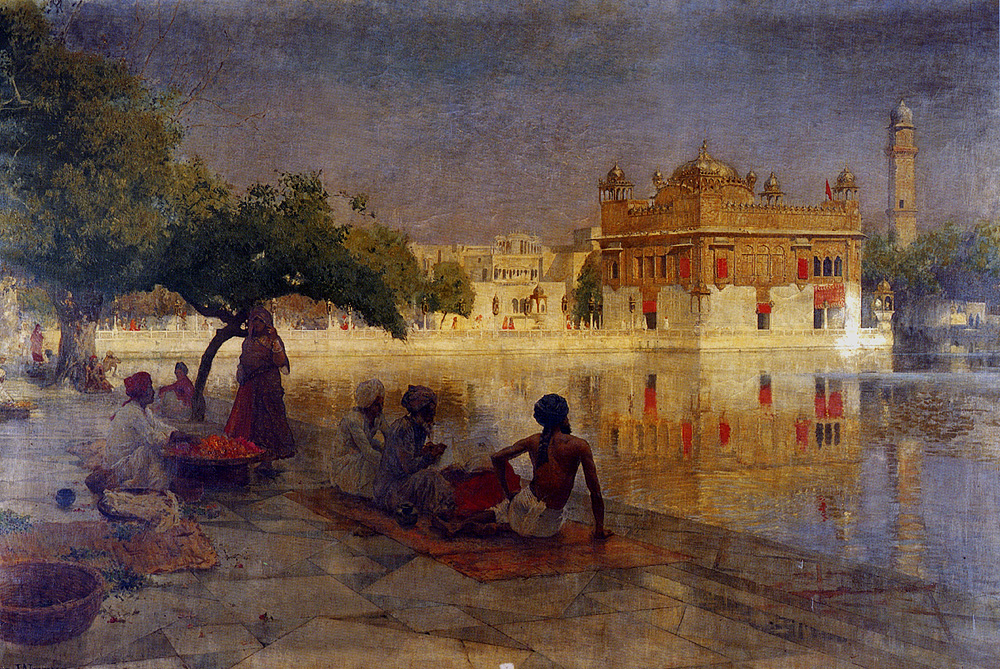
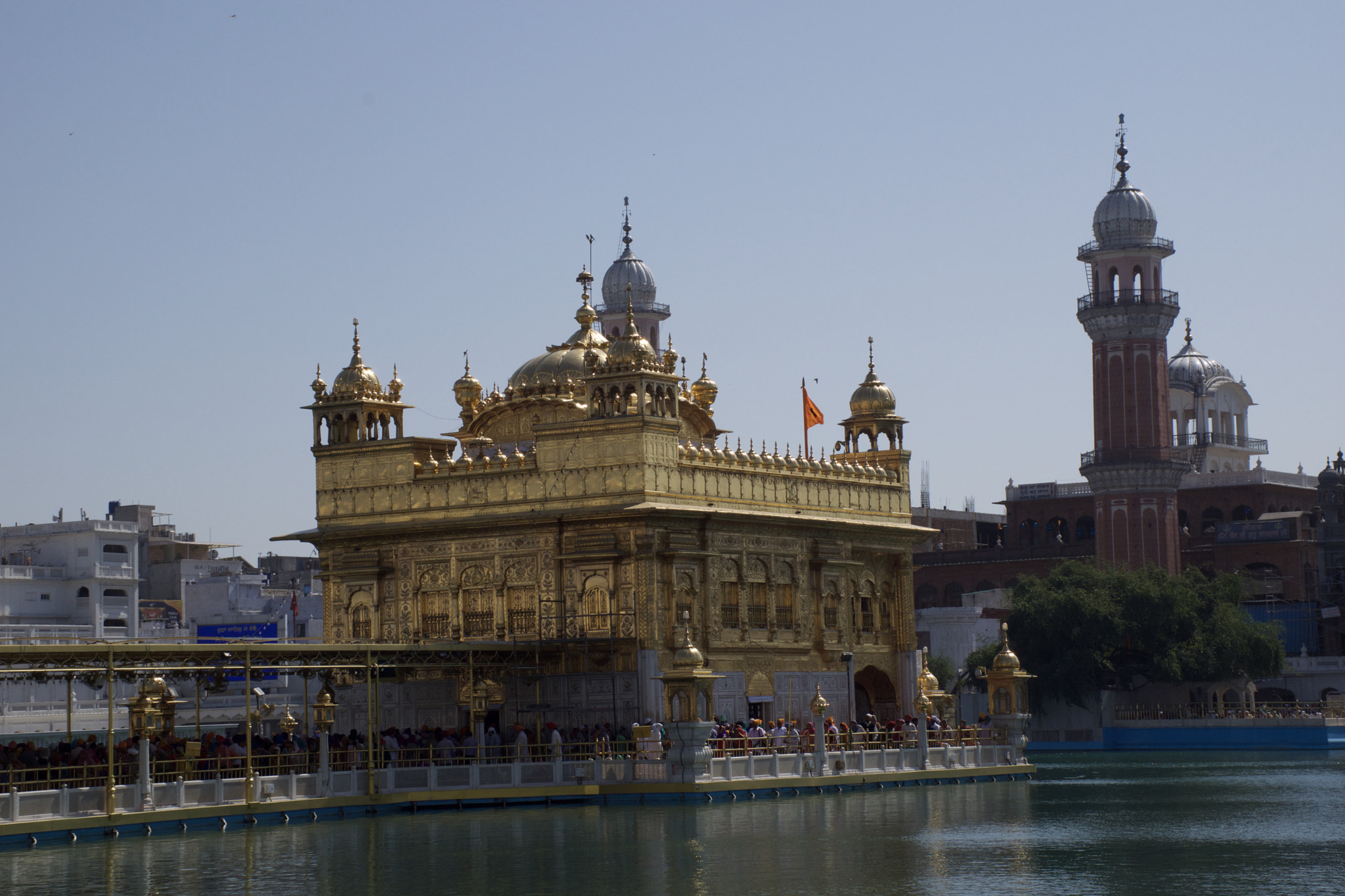
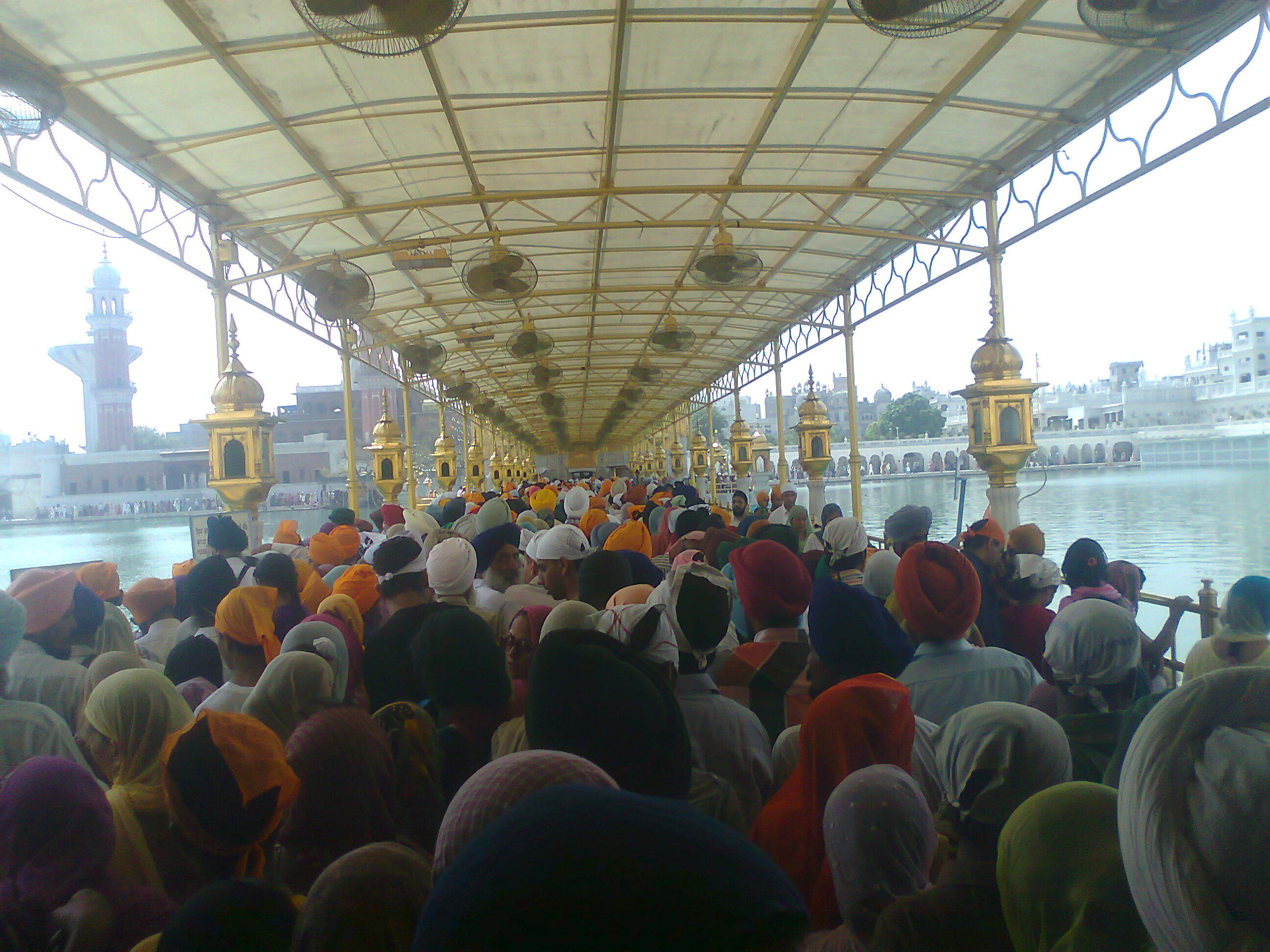
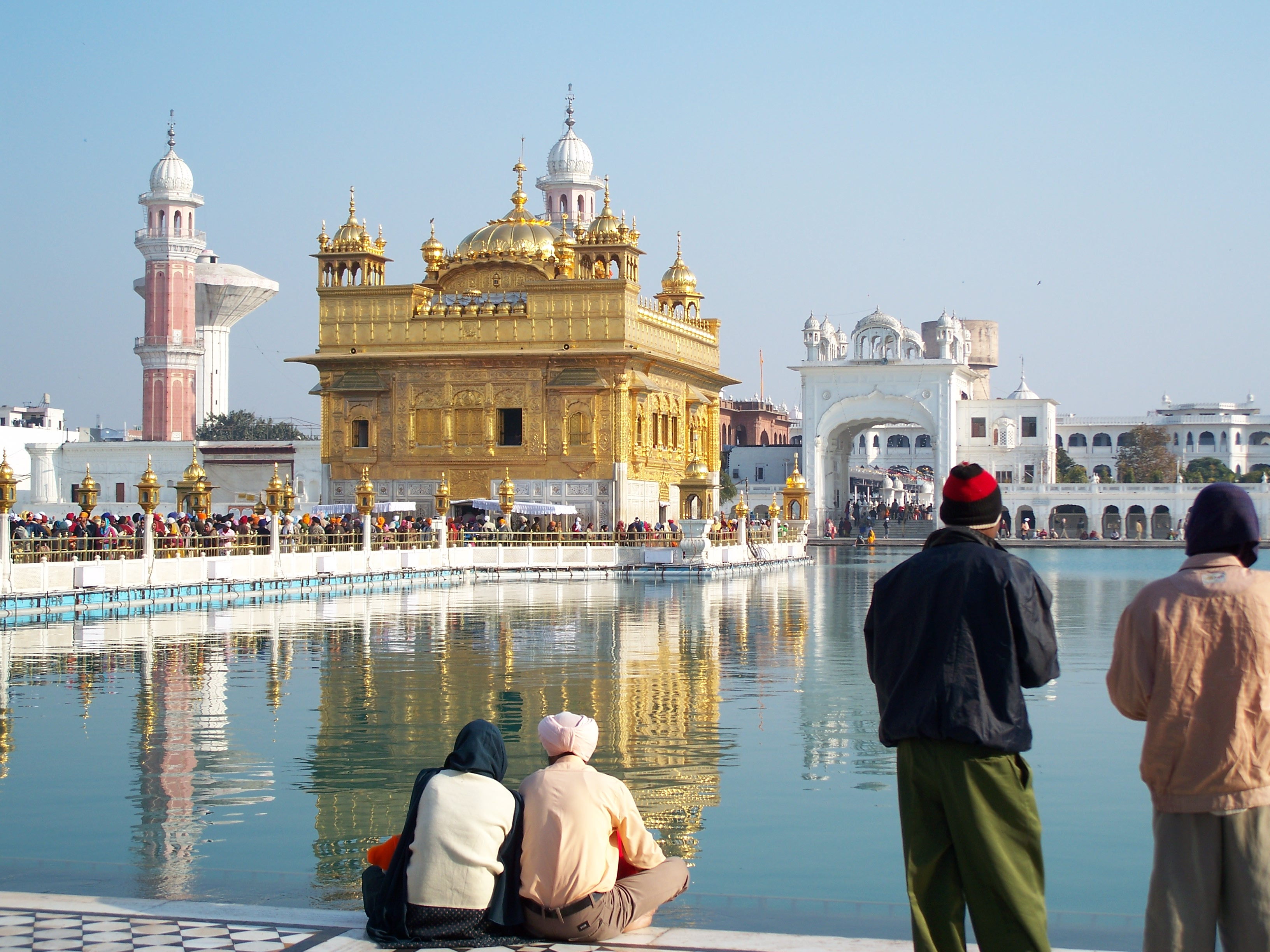
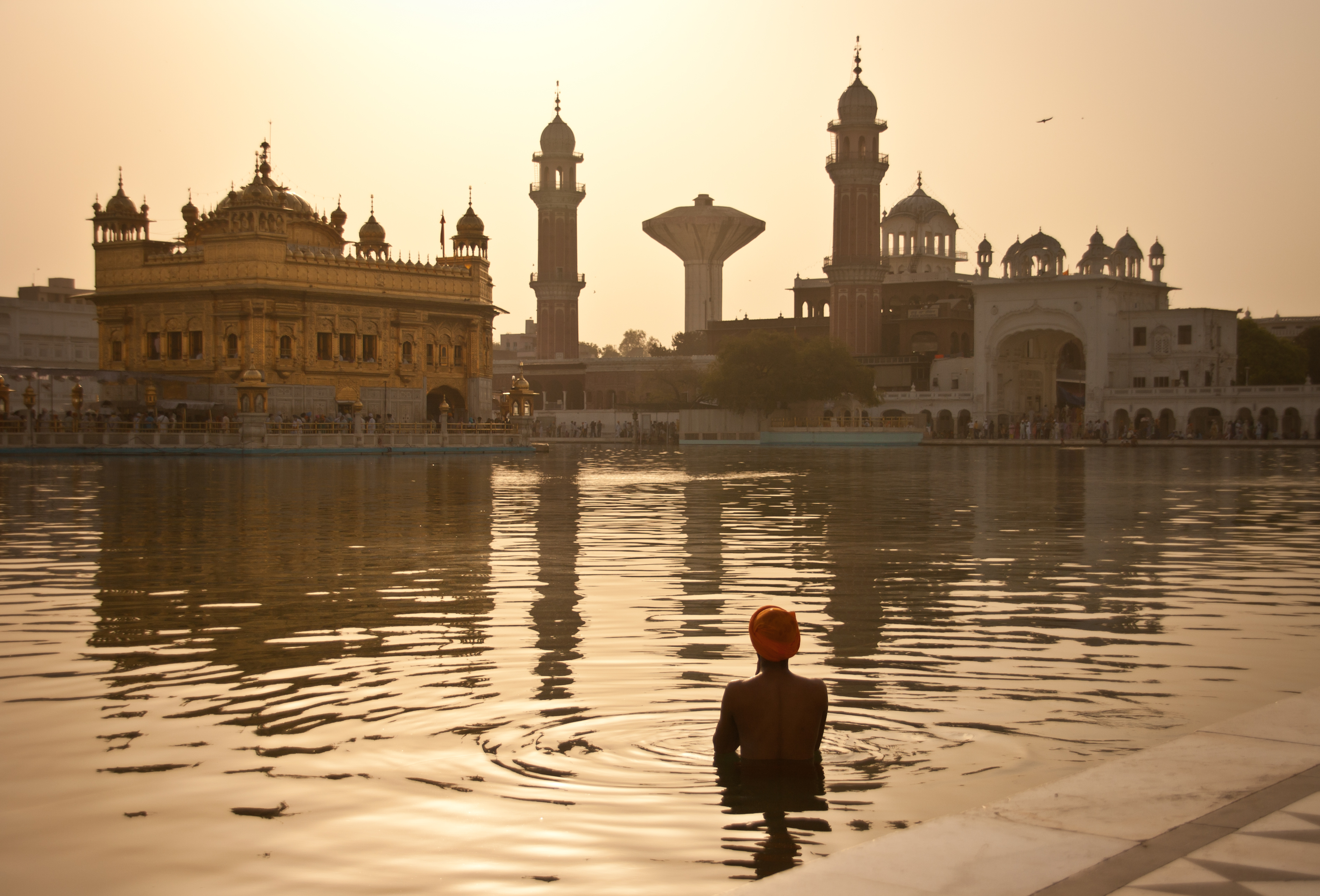